# Стопфорд, Патрик, 9-й граф Кортаун
Джеймс Патрик Монтегю Бургойн Уинтроп Стопфорд, 9-й граф Кортаун, также известный как Патрик Кортаун (англ. James Patrick Montagu Burgoyne Winthrop Stopford, 9th Earl of Courtown; род. 19 марта 1954 года) — ирландский пэр и политик, носивший титул виконта Стопфорда с 1957 по 1975 год. Он является одним из 92 наследственных пэров, избранных в Палату лордов после принятия Акта о Палате лордов 1999 года.

## Биография
Родился 19 марта 1954 года. Старший сын Джеймса Стопфорда, 8-го графа Кортауна (1908—1975), и его второй жены Патриции Уинтроп (1917—2001). У него есть брат по имени Джереми (род. 1958) и три сестры: Элизабет (род. 1939), Мэри (1936—2017) и Фелисити (род. 1951).
Он получил образование в Итоне и Беркширском сельскохозяйственном колледже. Позже он учился в Королевском сельскохозяйственном колледже в Сайренстере.
23 июля 1975 года после смерти своего отца Джеймс Стопфорд унаследовал титулы 9-го графа Кортауна, 9-го виконта Стопфорда, 8-го барона Салтерсфорда из Салтесфорда (графство Чешир) и 9-го барона Кортауна (графство Уэксфорд).
Граф Кортаун занял свое место в палате лордов Великобритании в 1979 году. В 1995 году он был назначен лордом в ожидании Её Величества королевы и правительственным кнутом. Он был правительственным представителем Министерства внутренних дел, Министерства транспорта и Шотландского офиса. В 2013 году он был назначен кнутом консервативной партии. После выборов 2015 года он стал членом правительства, снова как лорд в ожидании Её Величества и как правительственный кнут. В июле 2016 года он был назначен заместителем главного кнута и капитаном йоменской гвардии в правительстве Терезы Мэй.
Родовое поместье графов Кортаун, Кортаун-хаус, было снесено в 1960-х годах, но граф посетил его в 2010 году вместе с членами своей семьи и открыл мемориальную доску в память о своем отце в местной церкви.

## Семья
6 июля 1985 года граф Кортаун женился на Элизабет Даннетт, дочери Яна Роджера Даннетта. У супругов родилось трое детей:
- Леди Розанна Элизабет Элис Стопфорд (род. 13 сентября 1986)
- Джеймс Ричард Ян Монтегю Стопфорд, виконт Стопфорд (род. 30 марта 1988)
- Леди Поппи Патрисия Лилли Стопфорд (род. 19 октября 2000).